# Yves (single álbum)
"Yves" é o nono single do projeto de pré-estreia do grupo feminino sul-coreano LOOΠΔ. Foi lançado digitalmente em 28 de novembro de 2017 pela Blockberry Creative. Ele apresenta a integrante Yves e contém duas faixas: a faixa-título "new" e "D-1".

## Descrição
A faixa título “new” é uma música onde Yves declara que ela será ela mesma, não importando qual tipo de dificuldades, dor e frustrações ela enfrente. É a primeira faixa lançada do gênero soultrônica na Coreia, em que a voz confiante de Yves lidera as fortes batidas para provar o novo conceito e qualidade de LOOΠΔ. A segunda faixa “D-1” tem estilo pop francês e gira em torno de emoções triviais e histórias de uma garota contadas de uma forma clássica.

## Lista de faixas
| N.º            | Título         | Letras                               | Música                                     | Arranjo                                    | Duração |  |
| 1.             | "new"          | Park Ji-yeon (MonoTree), Jaden Jeong | Brooke Toia, Daniel Caesar, Ludwig Lindell | Brooke Toia, Daniel Caesar, Ludwig Lindell | 3:05    |  |
| 2.             | "D-1"          | G-High (MonoTree)                    | G-High, Choi Yong-kyung (MonoTree)         | G-High                                     | 3:19    |  |
| Duração total: | Duração total: | Duração total:                       | Duração total:                             | Duração total:                             | 6:24    |  |

## Desempenho nas paradas
| Parada                   | Posição | Vendas        |
| ------------------------ | ------- | ------------- |
| Gaon Weekly Album Chart  | 18      | - KOR: 2,411+ |
| Gaon Monthly Album Chart | 51      | - KOR: 2,411+ |